# Droanello
Il Droanello è un torrente che scorre nella provincia di Brescia. Nasce presso Cadria  nel comune di Magasa dalla confluenza del torrente Setta e Proalio, percorre la Valle del Droanello attraversando il territorio dei comuni di Tignale, Valvestino e Gargnano, dove sfocia, dal 1962, nel lago artificiale di Valvestino.
Tutto il corso del torrente è compreso nella Foresta demaniale della Regione Lombardia del Parco Alto Garda Bresciano. Prende il nome dalla località di Droane e a sua volta dà il nome all'omonima Valle. Gli ultimi trecento metri del suo percorso sono praticabili con la canoa.